# Mortiers (Aisne)
 Mortiers  es una población y comuna francesa, en la región de Picardía, departamento de Aisne, en el distrito de Laon y cantón de Crécy-sur-Serre.

## Demografía
| 372 | 418 | 431 | 458 | 398 | 417 | 380 | 341 | 326 | 306 | 327 | 369 | 377 | 363 | 342 | 291 | 283 | 282 | 295 | 268 | 299 | 271 | 260 | 261 | 223 | 268 | 289 | 246 | 229 | 199 | 207 | 213 | 216 |
| Para los censos de 1962 a 1999 la población legal corresponde a la población sin duplicidades (Fuente: INSEE [Consultar]) |     |     |     |     |     |     |     |     |     |     |     |     |     |     |     |     |     |     |     |     |     |     |     |     |     |     |     |     |     |     |     |     |